# Cornell Glen
Cornell Glen (Puerto España, Trinidad y Tobago, 21 de octubre de 1981) es un exfutbolista de Trinidad y Tobago que jugaba en la posición de delantero.

## Carrera

### Club
| Periodo   | Club                        |
| --------- | --------------------------- |
| 1999-2000 | FUTGOF                      |
| 2000-2001 | AD Sanjoanense              |
| 2002-2004 | San Juan Jabloteh           |
| 2004      | MetroStars                  |
| 2005      | FC Dallas                   |
| 2005      | Columbus Crew               |
| 2006      | Colorado Rapids             |
| 2006      | LA Galaxy                   |
| 2007      | San Juan Jabloteh           |
| 2008      | Ma Pau Stars SC             |
| 2008–2009 | San Juan Jabloteh           |
| 2009–2010 | San Jose Earthquakes        |
| 2011      | Caledonia AIA               |
| 2011–2012 | Sông Lam Nghệ An            |
| 2012–2013 | North East Stars            |
| 2013–2016 | Shillong Lajong FC          |
| 2014      | → NorthEast United (cedido) |
| 2016      | → Mohun Bagan AC (cedido)   |
| 2016–2017 | Ozone FC                    |
| 2017      | → Bengaluru FC (cedido)     |
| 2017      | UTT FC                      |

### Selección nacional
Debutó con Trinidad y Tobago el 15 de noviembre de 2002 en la victoria por 2-0 sobre San Cristóbal y Nieves en Puerto España por la Copa del Caribe de 2002 y su primer gol internacional lo anotó el 10 de febrero de 2004 en la victoria por 1-0 sobre Bermudas en un partido amistoso en Hamilton, Bermudas. Su último partido internacional fue el 8 de enero de 2017 en la derrota por 3-4 ante Haití en Couva por la Copa del Caribe de 2018. Jugó 71 partidos internacionales y anotó 24 goles.
| N.º | Fecha      | Sede                                                      | Rival                  | Marcados | Resultado | Torneo                                               |
| --- | ---------- | --------------------------------------------------------- | ---------------------- | -------- | --------- | ---------------------------------------------------- |
| 1   | 10-2-2004  | Bermuda National Stadium, Prospect, Bermuda               | Bermudas               | 1-0      | 1-0       | Amistoso                                             |
| 2   | 12-2-2004  | Bermuda National Stadium, Prospect, Bermuda               | Bermudas               | 2-1      | 2-2       | Amistoso                                             |
| 3   | 10-10-2004 | Manny Ramjohn Stadium, Marabella, Trinidad y Tobago       | San Cristóbal y Nieves | 3-1      | 5-1       | Clasificación para la Copa Mundial de Fútbol de 2006 |
| 4   | 24-11-2004 | Marvin Lee Stadium, Macoya, Trinidad and Tobago           | Puerto Rico            | 1-0      | 5-0       | Clasificación para la Copa del Caribe de 2005        |
| 5   | 24-11-2004 | Marvin Lee Stadium, Macoya, Trinidad and Tobago           | Puerto Rico            | 2-0      | 5-0       | Clasificación para la Copa del Caribe de 2005        |
| 6   | 24-11-2004 | Marvin Lee Stadium, Macoya, Trinidad and Tobago           | Puerto Rico            | 3-0      | 5-0       | Clasificación para la Copa del Caribe de 2005        |
| 7   | 28-11-2004 | Larry Gomes Stadium, Arima, Trinidad y Tobago             | Surinam                | 1-0      | 1-0       | Clasificación para la Copa del Caribe de 2005        |
| 8   | 3-2-2005   | Hasely Crawford Stadium, Port-of-Spain, Trinidad y Tobago | Haití                  |          | 2-1       | Amistoso                                             |
| 9   | 22-2-2005  | Barbados National Stadium, Bridgetown, Barbados           | Cuba                   | 1-0      | 1-2       | Copa del Caribe de 2005                              |
| 10  | 24-2-2005  | Barbados National Stadium, Bridgetown, Barbados           | Barbados               | 2-0      | 3-2       | Copa del Caribe de 2005                              |
| 11  | 9-7-2005   | Orange Bowl, Miami, Estados Unidos                        | Panamá                 | 2-1      | 2-2       | Copa de Oro de la Concacaf 2005                      |
| 12  | 30-7-2008  | Marvin Lee Stadium, Macoya, Trinidad y Tobago             | Haití                  | 2-0      | 2-0       | Amistoso                                             |
| 13  | 14-8-2008  | RFK Memorial Stadium, Washington D. C., Estados Unidos    | El Salvador            | 1-0      | 3-1       | Amistoso                                             |
| 14  | 14-8-2008  | RFK Memorial Stadium, Washington D. C., Estados Unidos    | El Salvador            | 3-1      | 3-1       | Amistoso                                             |
| 15  | 20-8-2008  | Estadio Pedro Marrero, La Habana, Cuba                    | Cuba                   | 3-0      | 3-1       | Clasificación para la Copa Mundial de Fútbol de 2010 |
| 16  | 3-9-2008   | Hasely Crawford Stadium, Puerto España, Trinidad y Tobago | Guyana                 | 2-0      | 3-0       | Friendly                                             |
| 17  | 8-10-2008  | Hasely Crawford Stadium, Puerto España, Trinidad y Tobago | República Dominicana   | 5-0      | 9-0       | Friendly                                             |
| 18  | 8-10-2008  | Hasely Crawford Stadium, Puerto España, Trinidad y Tobago | República Dominicana   | 6-0      | 9-0       | Friendly                                             |
| 19  | 8-10-2008  | Hasely Crawford Stadium, Puerto España, Trinidad y Tobago | República Dominicana   | 7-0      | 9-0       | Friendly                                             |
| 20  | 5-11-2008  | Marvin Lee Stadium, Macoya, Trinidad y Tobago             | Antigua y Barbuda      | 1-1      | 3-2       | Clasificación para la Copa del Caribe de 2008        |
| 21  | 3-12-2008  | National Stadium, Kingston, Jamaica                       | Granada                | 1-1      | 1-2       | Copa del Caribe de 2008                              |
| 22  | 18-3-2009  | Manny Ramjohn Stadium, Marabella, Trinidad y Tobago       | Panamá                 | 1-0      | 1-0       | Amistoso                                             |
| 23  | 12-8-2009  | Hasely Crawford Stadium, Port-of-Spain, Trinidad y Tobago | El Salvador            | 1-0      | 1-0       | Clasificación para la Copa Mundial de Fútbol de 2010 |
| 24  | 30-12-2016 | Estadio Nacional, Managua, Nicaragua                      | Nicaragua              | 1-1      | 3-1       | Amistoso                                             |

## Logros

### Club
- Copa Federación de la India: 2015–16, 2016–17

### Individual
- Medalla Charconia por jugar en la Copa Mundial de Fútbol de 2006.[3]
- Goleador de la I-League: 2013–14.[4]